# Cairn Island
Cairn Island – niezamieszkana wysepka w Zatoce Frobishera, w Archipelagu Arktycznym, w regionie Qikiqtaaluk, na terytorium Nunavut, w Kanadzie. W pobliżu Cairn Island położone są wyspy: Aubrey Island, Beveridge Island, Bishop Island, Coffin Island, Crimmins Island, Emerick Island, Faris Island, Gardiner Island, Hill Island, Jenvey Island, Kudlago Island, Long Island, Mair Island, McLaren Island, Monument Island, Pichit Island, Ptarmigan Island, Qarsau Island, Sale Island, Sybil Island i Thompson Island.